# علاج بالانضغاط البارد
يضم العلاج بالانضغاط البارد اثنين من مبادئ طريقة رايس (.R.I.C.E) (الراحة والثلج والانضغاط والرفع) للحد من ألم الأنسجة اللينة وتورمها نتيجة إصابات الرياضة والأنشطة، وهو ما ينصح به جراحو العظام عقب الجراحة. ويُعتبر هذا العلاج مفيدًا لإصابات التواء المفاصل بشكلٍ خاص والإجهاد والشد العضلي والتواء الأربطة.

## الانضغاط البارد
يتمثل الانضغاط البارد في اندماج العلاج بالتبريد والانضغاط الاستاتيكي الذي يُستخدم عادةً في معالجة الألم والالتهاب عقب حدوث إصابة بالغة أو إجراءاتٍ جراحية،
وقد أصبح العلاج بالتبريد، ويعني استخدام الثلج أو التبريد في إطارٍ علاجي، واحدًا من أكثر أساليب المعالجة انتشارًا في طب العظام. ويرجع السبب الأساسي لاستخدام العلاج بالتبريد في معالجة الإصابة البالغة؛ إلى قدرته على تخفيض درجة حرارة الأنسجة المصابة، وهو ما يُخفض من معدل استقلاب الأنسجة ويساعدها على تحمُل فترة ما بعد الإصابة. ومما هو موثَق بشكلٍ جيد أن معدل الاستقلاب ينخفض بتطبيق المعالجة بالتبريد.
ويُستخدم عادةً الانضغاط الاستاتيكي بجانب العلاج بالتبريد للعناية بالإصابات البالغة، وحتي الآن، يتمثل السبب الأساسي لاستخدام الانضغاط في الحاجة إليه لزيادة الضغط الخارجي على النسيج لمنع تكوين وذمة (تورم)، ويحدث هذا من خلال عرقلة فقد السائل من الأوعية في المنطقة المصابة مما يصعب من حدوث تراكم للسوائل. ويُعد استخدام الثلج مع الانضغاط أبرد بكثير من استخدام الثلج وحده؛ وذلك نتيجة تحسين التلامس الجلدي وزيادة كثافة النسيج الناجمين عن الانضغاط الاستاتيكي الممتد، ويصل النسيج إلى أقل درجة حرارة بشكلٍ أسرع كما يحتفظ ببرودته حتى بعد انتهاء زمن المعالجة.

## أجهزة الانضغاط البارد
لقد أصبحت حاليًا أجهزة العلاج بالتبريد المستمر (وتُسمى أيضًا آلات الثلج) والتي توزع الماء المثلج من خلال رِفادة، هي محور دعاوى قضائية جماعية على الأضرار التي تحدث للجلد والنسيج الناجمة عن تعرضهما للتبريد/التثليج لفترة زمنية طويلة فضلاً عن الافتقار إلى التحكم في درجة الحرارة. وتتراوح الإصابات المُبلغ عنها من عضة صقيع إلى أضرارِ حادة بالأنسجة تؤدي إلى البتر. وتتضمن الأسماء التجارية للأجهزة: دونجوي أيس مان (DonJoy Iceman)، وبريج للرعاية القطبية (BREG Polar Care)، وأنظمة إي بايس للعلاج بالتبريد (EBice cold therapy systems).
وقد أظهرت الدراسات أن الجسم يُنشط الاستجابة السريعة بعد 10 دقائق فقط من العلاج بالتبريد، في درجة حرارة أقل من 49F(9.5C). والاستجابة السريعة هي دورة من تضيُّق الأوعية (تدفق دم منخفض) ثم توسُّعها (تدفق دم متزايد) فيُزيد توسُّع الأوعية من توصيل الأكسجين والدم الغني بالمغذيات إلى النسيج، كما يُمكن لتدفق الدم المتزايد أن يبطيء من موت الخلية ويحد من الضرر الواقع على النسيج ويساعد في إزالة الحطام الخلوي ونواتج الفضلات. وفي ظل الظروف العادية، قد تكون الاستجابة السريعة ضرورية لصحة النسيج، إلا أنها تساعد فقط في زيادة الآلم والالتهابات وموت الخلية؛ حيث يقتحم الدم المتزايد المنطقة.

## لفافات الانضغاط البارد
تُعتبر لفافات الانضغاط البارد، التي تستخدم إما ثلج قابل للتجميد مرة أخرى أو مادة هلامية، هي منتجات أكثر أمانًا؛ حيث إن مثل هذه المنتجات لا تُزيد من وقت التبريد/التثليج الذي ينصح به المجتمع الطبي المقرر.
وتستخدم العديد من اللفافات الثلجية المتاحة أشرطة مرنة مضبوطة؛ كي تساعد في الانضغاط على المناطق المُصابة، كما أن لفافات الاستخدام الفردي الأكثر تقدمًا لديها إرشاداتٍ تشير بها إلى كيفية تطبيق العِصابة من أجل الوصول إلى درجة الانضغاط المُثلى والمطلوبة لعلاج إصابةٍ بالغة. 
ولدى معظم اللفافات الثلجية التي تستخدم الثلج طبقةً واقية مندرجة فيها، ومن ثَم لا يُستخدم الثلج مباشرةً على الجلد، فإن حدث ذلك ربما يؤدي إلى حرق في المنطقة يُعرف أحيانًا «بالحرق نتيجة التبريد (cryoburn)».
وتتضمن الأسماء التجارية الشائعة للفافات الثلجية: هايبرأيس (Hyperice)، وإن إم إس كولد باك (NMS Cold Pack)، وسي بي 2 للحزام البارد المهني القابل للنفخ من أجل الانضغاط (CP2 Professional Inflatable Compression Cold Pack)، وريكوفيرس (Recoverice)، وكولد وان (Cold One)، وكوول ريلييف (Cool Relief)، وبرو أيس (Pro Ice)، وترينرز بيك (Trainers Pick)، وأيسي كوولز(Icy Cools)، ونيو أيس (Neo-ice) (新冰) إلخ.